# شركة أم القرى للتنمية والإعمار
شركة أم القرى للتنمية والإعمار هي شركة سعودية تأسست عام 2012م، تهدف إلى خدمة سكان مكة المكرمة وضيوفها من الحجاج والمعتمرين؛ من خلال العمل على تطويرها ونمائها والمساهمة في جعلها ضمن المدن المتقدمة. وتشرف الشركة على تطوير مشروع وجهة مسار التنموي الاستثماري، الذي يتوقع أن يسهم في رفع أعداد المعتمرين إلى 30 مليوناً، بحلول العام 2030.

## وجهة مسار
"وجهة مسار" مشروع لتطوير المدخل الغربي لمكة المكرمة. يهدف المشروع إلى تحسين البنية التحتية والمواصلات العامة، دعمًا لرؤية المملكة 2030 وبرامجها التنفيذية، خاصة برنامج خدمة ضيوف الرحمن وبرنامج جودة الحياة. كما يعزز المشروع تجربة الإقامة للحجاج والمعتمرين من خلال مرافق حديثة وفنادق عالمية، إضافةً إلى تطوير شبكة النقل العام.